# Särsjön (sjö i Pedersöre, Österbotten)
Särsjön är en sjö i kommunen Pedersöre i landskapet Österbotten i Finland. Sjön ligger 57,2 meter över havet. Arean är 30 hektar och strandlinjen är 2,8 kilometer lång. Sjön  ingår i Purmo å huvudavrinningsområde.   Den ligger omkring 89 kilometer nordöst om Vasa och omkring 380 kilometer norr om Helsingfors. 